# 压电晶体
压电晶体是具有压电效应的晶体。一般是绝缘介质。

## 分类
- 单晶压电晶体：
  - 包括BaTiO3、KNbO3、SiO2、KH2PO4等
- 多晶压电晶体：
  - 如PbTiZrO3等
- 半导体压电晶体：
  - 包括CdS、GaAs等

## 用途
- 用于制造高选择性滤波器、大功率超声波发生器、存储器、测压元件、水声换能器、声表面延迟器件、压电发电机和压电变压器等仪器。

## 制备
- 单晶压电晶体可用水溶法、溶剂法、熔融法、水热法和气相沉淀法制备。
- 薄膜可用溶液沉淀法和熔融法制备。

## 研究
2008年，美国得克萨斯农工大学就发现某种压电体材料可在21纳米以下的大小转换能量，借助它可以开发自体供电手机、掌上电脑等电子设备。2017年，爱尔兰利默里克大学的研究团队，首次证实对人类眼泪中的溶菌酶施压，也可达到发电效果。2019年4月，西安交通大学电信学部李飞与徐卓教授团队及其合作者研发了钐掺杂的铌镁酸铅—钛酸铅压电单晶，显著提升了用于医疗超声换能器的压电材料性能，为高频医疗超声探头和高精度与大位移压电驱动器奠定了新的压电单晶材料基础。